# Agathon
Agathon (græsk: Άγάθων) (ca. 448 f.Kr. – 400 f.Kr.) var en athensk tragediedigter og ven af Euripides og Platon. Han er bedst kendt fra Platons Symposion, hvor han holder et andendagsgilde for at fejre sin første sejr med førstepris i en digtekonkurrence på Dionysosteateret.